# Laurent Chifflet
Pour les articles homonymes, voir Chifflet.
Laurent Chifflet (ou Chiflet) est un jésuite et grammairien, né en novembre 1598 à Besançon, alors ville libre d'empire, et mort à Anvers le 8 juillet 1658.
Fils d'un médecin de Besançon, il a trois frères : Jean-Jacques (médecin, 1588-1673), Pierre-François (jésuite et historien, nommé au Cabinet des Médailles par Colbert), et enfin  Philippe, vicaire général de Besançon (1597-1657). Il entre dans la Compagnie de Jésus en 1617. Dans la préface de sa Grammaire posthume (cf. infra), il se présente comme un admirateur de Vaugelas. Il estime qu'il faut connaître plusieurs langues pour dégager les traits propres à la grammaire du français.

## Œuvres
Il a écrit plusieurs traités de dévotion :
- La Couronne de roses de la Royne de ciel, ou la Manière de dire facilement… le chappelet, Pin, Jean Vernier, 1635, 8º ; rééd. Anvers, impr. Plantinienne, 1638 ; Bruxelles, Mommart, 1645

- Histoire de la miraculeuse guérison, céleste vocation, missions apostoliques, et glorieuse mort du père Marcel Francois Mastrilli de la Compagnie de Jésus… Composée en espagnol par le R.P. Ignace Stafford de la Compagnie de Jesus,; et mise en françois par le R.P. Laurent Chifflet de la mesme compagnie, Douai, veuve Baltazar Bellere, 1640

- La parfaite alliance et mutuel secours de l'Église militante et souffrante à la Table de Dieu, Bruxelles, Lucas de Meerbeeck, 1642, 12º

- L'Office latin de l'Immaculée Conception de la Vierge Marie, Bruxelles, J. Mommart, 1645

- Les Actes de l'invocation de la Mère de miséricorde, Bruxelles, J. Mommart, 1645

- Prattique de l'examen de conscience, Bruxelles, J. Mommart, 1645

- Prattique facile de la saincte communion, Bruxelles, J. Mommart, 1645

- Catéchisme de la première communion, Bruxelles, Mommart, 1647

- Praxis divini sacrificii et convivii pie obeundi, ad fidelium mortuorum animas piaculari carcere educendas, Cologne, W. Friessem, 1650

- Deux exercices chrestiens pour les maladies, Anvers, 1654

- Les petits offices pour chaque jour de la semaine avec celui de St Joseph traduit du latin, Lille : Adrien de Hollander, 1690, 12º

Son ouvrage le plus important est l'Essay d'une parfaite Grammaire de la langue françoise où le lecteur trouvera, en bel ordre, tout ce qui est de plus nécessaire, de plus curieux, et de plus élégant, en la pureté, en l'orthographe, et en la prononciation de cette langue, Anvers, Jacques van Meurs, 1659. C'est une publication posthume. Elle est rééditée sous ce titre en 1664, 1668, 1675, 1680, 1681, 1683, 1692, 1697. En 1669, une édition est publiée à Paris sous un nouveau titre, Nouvelle et parfaite grammaire françoise, suivie de nombreuses rééditions (1673, 1677, 1680, 1687, 1691, 1700, 1706, 1710, 1722). « Parue un an avant la grammaire générale de Port-Royal, la grammaire de Chifflet a une tout autre visée. C'est la grammaire d'un praticien qui veut faciliter l'apprentissage du français, et non expliquer les mécanismes de la pensée. Chifflet a voulu donner un livre utile et facilement utilisable. Le fait que ce livre a été utilisé dans les classes des jésuites pendant une cinquantaine d'années avant d'être remplacé par la grammaire de Bufier (1709) prouve qu'il a réussi. »
Il prit part à la rédaction du Calepin, dictionnaire polyglotte en huit langues.